# Micropsectra imicola
Micropsectra imicola är en tvåvingeart som först beskrevs av Jean-Jacques Kieffer 1913.  Micropsectra imicola ingår i släktet Micropsectra och familjen fjädermyggor.
Artens utbredningsområde är Tyskland. Inga underarter finns listade i Catalogue of Life.